# Europe (stacja metra)
Europe – stacja linii nr 3 metra  w Paryżu. Stacja znajduje się w 8. dzielnicy Paryża.  Została otwarta 19 października 1904 r.